# Aleksandra Szopa
Aleksandra Szopa - doktor habilitowana nauk medycznych i nauk o zdrowiu; ekspertka w dziedzinie farmakologii doświadczalnej i behawioralnej, farmacji, farmakokinetyki, fizjologii oraz chorób neurodegeneracyjnych; profesor uczelni w Zakładzie Farmacji Klinicznej i Opieki Farmaceutycznej Uniwersytetu Medycznego w Lublinie.

## Życiorys
Stopień doktora uzyskała w 2014 roku na podstawie dysertacji Wpływ kofeiny na działanie wybranych leków przeciwdepresyjnych, przygotowanej pod kierunkiem prof. Ewy Poleszak. Habilitowała się w 2019, przedstawiając pracę Rola układu adenozynowego w patogenezie i terapii zaburzeń depresyjnych - badania behawioralne, farmakokinetyczne i biochemiczne.